# Gerd Grasse
Gerd Grasse, auch Gert Grasse (* 1943 in Fürstenwalde) ist ein deutscher Schauspieler.

## Leben
Gerd Grasse erlernte seinen Beruf an der Theaterhochschule Hans Otto in Leipzig. Von 1969 bis 1972 führte ihn ein Engagement ans Landestheater Berlin. Er war Abendspiel- und Studienleiter des "Studios für junge Opernsänger" an der Staatsoper. Schon zu DDR-Zeiten übernahm er zahlreiche Rollen in Film- und Fernsehproduktionen (beispielsweise Polizeiruf 110). Nach der Wende konnte er sich auch im Synchronstudio etablieren.
In den 1980er Jahren inszenierte er drei Fernsehfilme: Was dem einen sein Teufel, ist dem andern sein Nachtigall (1983), Von der Müllerstochter, die Gold spinnen wollte (1984) und Der Verrückte vom Pleicher-Ring (1986).
Seit 1993 war er wiederkehrend in der ZDF-Serie Der Landarzt als Winfried Kranz zu sehen.

## Filmografie (Auswahl)
- 1970: Du und ich und Klein-Paris
- 1971: Männer ohne Bart
- 1974: Das Schilfrohr (Fernsehfilm)
- 1981: Polizeiruf 110: Alptraum
- 1981: Als Unku Edes Freundin war
- 1982: Der Hase und der Igel
- 1985: Unternehmen Geigenkasten
- 1986: Der Verrückte vom Pleicher-Ring (Fernsehspiel)
- 1987: Polizeiruf 110: Unheil aus der Flasche
- 1987: Polizeiruf 110: Abschiedslied für Linda
- 1988: Polizeiruf 110: Flüssige Waffe
- 1989: Rita von Falkenhain (Fernsehserie)
- 1990: Polizeiruf 110: Der Tod des Pelikan
- 1991: Das Mädchen aus dem Fahrstuhl
- 1991: Die kriegerischen Abenteuer eines Friedfertigen (Fernsehfilm)
- 1994/95: Forsthaus Falkenau (Folgen: Endlich daheim & Stürmische Zeiten)
- 1999: Ein starkes Team: Die Natter (Fernsehfilm)

## Hörspiele und Features
- 1972: Rudolf Bartsch: Der geschenkte Mörder – Regie: Fritz-Ernst Fechner (Kriminalhörspiel – Rundfunk der DDR)
- 1973: Bertolt Brecht: Leben des Galilei (Kardinal Belarmin) – Regie: Fritz Göhler (Hörspiel – Rundfunk der DDR)
- 1973: Gisela Richter-Rostalski: Denkt lieber an Ewald (Jan) – Regie: Manfred Täubert (Kinderhörspiel – Rundfunk der DDR)
- 1974: Kurt Belicke: Unter den Linden (Wolf) – Regie: ? (Hörspiel – Rundfunk der DDR)
- 1974: Günter Spranger: Zur Fahndung ausgeschrieben: Sabine (Kuhlmann) – Regie: Albrecht Surkau (Hörspielreihe: Tatbestand, Nr. 3 – Rundfunk der DDR)
- 1974: Augusto Boal: Torquemada (Schauspielautor Boal) – Regie: Peter Groeger (Hörspiel – Rundfunk der DDR)
- 1975: Anatoli Grebnjew: Szenen aus dem Leben einer Frau (Viktor Petrowitsch, Chefingenieur) – Regie: Peter Groeger (Hörspiel – Rundfunk der DDR)
- 1975: Branko Hribar: Bum! Bum! Peng! Und aus! (Sprecher) – Regie: Peter Groeger (Kinderhörspiel – Rundfunk der DDR)
- 1975: Prosper Mérimée: Die Jacquerie (Bruder Jean) – Regie: Albrecht Surkau (Hörspiel – Rundfunk der DDR)
- 1976: Rodney David Wingfield: Auf Provisionsbasis (Bert Apsley) – Regie: Helmut Hellstorff (Hörspiel – Rundfunk der DDR)
- 1976: Rudolf Bartsch: Der geschenkte Mörder (Werner Gallich) – Regie: Fritz-Ernst Fechner (Kriminalhörspiel – Rundfunk der DDR)
- 1976: Hans Siebe: Der Tod des Reinhard Kunelka (Sierck) – Regie: Fritz-Ernst Fechner (Kriminalhörspiel – Rundfunk der DDR)
- 1976: Johann Nestroy: Der böse Geist Lumpacivagabundus oder Das liederliche Kleeblatt (Zwirn) – Regie: Maritta Hübner (Hörspiel – Rundfunk der DDR)
- 1977: Roald Dahl: Die Freude des Pfarrers – Regie: Joachim Staritz (Kriminalhörspiel – Rundfunk der DDR)
- 1980: Lia Pirskawetz: Stille Post (Sprecher) – Regie: Horst Liepach (Biografie – Rundfunk der DDR)
- 1980: Hans Christian Andersen: Däumelinchen (Maulwurf) – Regie: Gisela Pietsch (Hörspiel – Rundfunk der DDR)
- 1981: Hans Siebe: Drei Bagnaresi (Major) – Regie: Horst Liepach (Hörspiel – Rundfunk der DDR)
- 1982: Johann Wolfgang von Goethe: Die neue Melusine (Barbier) – Regie: Petra Wellner (Kinderhörspiel – Rundfunk der DDR)
- 1982: Peter Hacks: Das Turmverlies – Geschichten von Henriette und Onkel Titus (Kapitän Dado) – Regie: Fritz Göhler (Kinderhörspiel – Litera)
- 1984: Wilhelm Hampel: Die Karriere (Dünchen) – Regie: Joachim Gürtner (Kurzhörspiel aus der Reihe Waldstraße 7 – Rundfunk der DDR)
- 1988: Carlos Cerda: Kein Reisender ohne Gepäck (Moderator) – Regie: Fritz Göhler (Hörspiel – Rundfunk der DDR)
- 1991: Waldemar Bonsels: Die Biene Maja (Erzähler) – Regie: Werner Grunow (Kinderhörspiel – DS Kultur)
- 1996: Rolf Schneider: Montezumas Krone (Seifert) – Regie: Rolf Schneider (Kriminalhörspiel – MDR/SFB)
- 1998: Michail Bulgakow: Der Meister und Margarita (Sekretär) – Regie: Petra Meyenburg (Hörspiel (30 Teile) – MDR)
- 1998: Peter Steinbach: Warum ist es am Rhein so schön… (Wuschik/Rugoff) – Regie: Hans Gerd Krogmann (Hörspiel – WDR/DLR)
- 1999: Ed Stuhler: Der Wunsch, geliebt zu werden, löst die Verwandlung aus (Die Lebenswelten der Gisela May) – Regie: Rainer Schwarz (Feature – MDR)
- 1999: Isaak Babel: Die Reiterarmee (Vytjagajcenko) – Regie: Joachim Staritz (Hörspiel (3 Teile) – MDR/DLR)
- 2001: Detlef Bluhm: Das Geheimnis des Hofnarren – Regie: Ulrike Brinkmann (Hörspiel – DeutschlandRadio Berlin)
- 2001: Norbert Zähringer: Die kleinen und die Bösen – Regie: Annette Berger (Hörspiel – DLR)
- 2004: Michael Koser: Die Schule der Glücksritter oder Arsène Lupin trifft Al Capone – Regie: Renate Heitzmann (Hörspiel – DLR)
- 2004_ Andreas Knaup: Wash and Kill (Worbitz) – Regie: Klaus-Michael Klingsporn (Kriminalhörspiel – DLR)
- 2005: Andreas Knaup:  Kuckuckskind – Regie: Klaus-Michael Klingsporn (Hörspiel – DLR)
- 2008: Heiner Grenzland: Tsunami über Deutschland – Musik und Regie: Heiner Grenzland (Original-Hörspiel, Science-Fiction-Hörspiel – rbb)
- 2014: Robert Weber: Heinrich, Vorname Hauptfeldwebel – Regie: Giuseppe Maio (Hörspiel – DKultur)

## Synchronrollen (Auswahl)
Quelle: Deutsche Synchronkartei
| Schauspieler       | Film / Serie                                      | Rolle               |
| ------------------ | ------------------------------------------------- | ------------------- |
| Andrew Johnston    | Ein Engel auf Glatteis                            | Mr. Bryan           |
| Andrew Johnston    | Verzauberte Weihnachten                           | Mr. Garnett         |
| Bruno Cirino       | Libera, amore mio (Synchro im Jahr 1976)          | Matteo Zanoni       |
| J. K. Simmons      | Die Liga der Gerechten (Fernsehserie)             | General Wade Eiling |
| Jean-Claude Pascal | Hinter fremden Fenstern (Synchro im Jahr 1983)    | Pierre              |
| Nicola Del Buono   | Der gezähmte Widerspenstige (DDR-Synchro)         | Vittorio            |
| Wilfrid Hyde-White | Der Goldene Salamander (3. Synchro für DEFA 1985) | Agno                |